# Battaglia di Nieuwpoort
La battaglia di Nieuwpoort (anticamente battaglia di Neoporto) fu combattuta nell'ambito della guerra degli ottant'anni.

## La campagna militare
Nonostante l'opposizione del principe Maurizio di Nassau, gli Stati generali dei Paesi Bassi gli avevano ordinato su suggerimento di Johan van Oldenbarneveldt di prendere le armi contro i pirati annidati a Doncherche. Dopo questo primo successo, gli attriti tra Maurizio di Nassau e van Oldenbarneveldt iniziarono sempre più a farsi sentire in quanto entrambi stavano diventando dei personaggi influenti nella vita politica e sociale dei Paesi Bassi.
Nel frattempo il principe di Nassau aveva radunato presso di sé una folta schiera di armati divisi in 12 reggimenti composti in totale da 12 000 fanti e da 2 000 cavalieri. Il 22 giugno 1602 Maurizio di Nassau attraversò il fiume Schelda presso il suo estuario con una moltitudine di piccoli vascelli rilevati da Ostenda e creò così la base delle sue operazioni belliche mosse a ricacciare la Spagna dai confini della Repubblica delle Sette Province Unite.
Non distante, a Nieuwpoort, l'arciduca Alberto d'Asburgo, governatore dei Paesi Bassi spagnoli, aveva radunato le proprie forze sebbene a fatica data l'opposizione della popolazione locale al dominio straniero. Maurizio si diresse verso la città e vi giunse il 1º luglio di quello stesso anno, attraversando il fiume Yser. Quella notte, mentre stava preparando i piani per l'attacco destinato al giorno successivo, il Principe di Nassau ricevette la notizia che l'Arciduca era ormai nei pressi della città con le proprie truppe. Egli sapeva di essere tagliato fuori dai combattimenti e di essere in posizione di inferiorità e pertanto ordinò al cugino Ernesto Casimiro di Nassau-Dietz di avanzare verso le truppe spagnole di modo da disperderle e da tenerle impegnate mentre si sarebbe preparato ad un nuovo attraversamento del fiume Yser per affrontare in campo aperto il nemico.
Ernesto Casimiro ebbe il compito di mantenere il controllo del ponte di Leffinghen pur avendo a disposizione poche truppe e solo 2 cannoni, ma quando egli giunse sul posto si trovò preceduto dagli spagnoli che occupavano già quella posizione. Ernesto provò a dipanare il gruppo con una sortita che però ebbe risultati disastrosi ed egli dovette ritirarsi ad Ostenda.
Dopo questa piccola vittoria, l'arciduca Alberto tenne una conferenza con i suoi capitani. Il piano spagnolo era di portare lo scontro sulla strada per Ostenda, forzando Maurizio ad attaccare in una posizione scomoda dove la cavalleria olandese, più pesante, sarebbe stata sfavorita contro la più leggera cavalleria spagnola. Ad ogni modo, gli ammutinamenti delle truppe spagnole erano all'ordine del giorno a tal punto che l'arciduca giunse ad invocare la libertà di saccheggio per quanti avessero preso parte alle operazioni.
L'avanzata delle truppe spagnole era veloce e Maurizio ebbe giusto il tempo di assemblare il proprio esercito per affrontare l'arciduca.

## La battaglia
La fanteria di linea olandese si trovava in una posizione favorevole, sulla cima di alcune colline naturali presenti nella zona, con i cannoni che coprivano entrambi i fianchi. Maurizio aveva posto i suoi migliori reggimenti in questa posizione, sotto il comando del generale inglese Francis Vere, che attese pazientemente l'arrivo degli spagnoli.
Gli spagnoli, dal canto loro, avevano una forza di 500 archibugieri a coprire la loro avanzata ma questi non sortirono l'effetto voluto e vennero respinti e dispersi. Fu quindi la volta dell'avanzata della seconda linea spagnola. I tercios di Sapena e Avila incontrarono la resistenza di tutta la seconda linea olandese e poi della cavalleria. Da questa posizione, inoltre, la cavalleria pesante olandese ebbe la meglio sulla cavalleria leggera spagnola.
Francis Vere e le sue truppe, ad ogni modo, si trovavano in serie difficoltà pressate com'erano dall'élite della fanteria spagnola e fu così che infine vennero costretti a ritirarsi. Gli spagnoli, ad ogni modo, esausti dopo un giorno intero di combattimento serrato e di marcia su un terreno naturalmente impervio, avanzavano molto lentamente. Fu in questo momento che Maurizio decise di inviare la cavalleria di riserva contro le truppe spagnole e colse l'attimo esatto perché queste, colte alla sprovvista, iniziarono una lenta ritirata.
L'arciduca, irritato, ordinò alla terza linea di assaltare le truppe olandesi e, sebbene la cavalleria del principe di Nassau fosse ormai esausta, con un ultimo sforzo riuscì ad avere la meglio.
Le perdite spagnole furono elevate: circa 2 500 uomini tra cui molti ufficiali, oltre a tutti i cannoni ed a gran parte delle truppe d'élite e dei veterani, difficili da rimpiazzare. Gli olandesi non furono da meno in quanto a perdite che ammontarono a circa 2 000 uomini, in gran parte dei reggimenti scozzesi e inglesi.

## Conclusione
Anche se Maurizio con le sue pronte azioni era riuscito a vincere la battaglia, essa non ebbe una rilevanza nelle guerre del XVII secolo. Le azioni del principe di Nassau non riuscirono a sollevare seriamente una rivolta nazionale e anche il porto di Doncherche, che era difatti l'obbiettivo strategico di Maurizio di Nassau, venne ripreso dagli spagnoli.